# Mercedes Sagredo
Mercedes Sagredo Barruecos (* 14. Februar 1911 in Santiago de los Caballeros; † 31. August 1998 in New York) war eine dominikanische Komponistin.
Sagredo war in ihrer Jugend Klavierschülerin von Margarita Esperón und Marina Acevedo. 1929 übersiedelte sie mit ihrem Ehemann, dem Lyriker Frank Sanchez Reyes, nach New York. Dort setzte sie ihre Ausbildung bei América Baliño und René Rodríguez fort.
1940 erschien eine ihrer populärsten Kompositionen, das Lied Mi Quisqueya. Es wurde im Folgejahr in Santiago de los Cabelleros mit dem Orchester von Luis Alberti aufgeführt und von dominikanischen Sängern wie Lope Balaguer, Rafael Colón, Sonia Silvestre, Alberto Beltrán, Henry Ely, Fernando Casado, José Emilio Joa, Billo Frómeta und Arturo Acevedo sowie dem Chor von Marianela Sánchez auf Platte aufgenommen.
Mit dem Himno a la hispanidad gewann Sagredo 1975 den Ersten Preis beim Concurso del Día de la Raza. Sie wurde von der dominikanischen Regierung mit dem Orden de Duarte, Sánchez y Mella ausgezeichnet und erhielt 1980 den Premio El Dorado. Neben Lieder wie Corazón de cristal, Droga de amor, Inmortal, Vicio de ti und Nostalgia lejana komponierte sie die Plegaria a la Virgen de la Alta Gracia, die in der St. Patrick’s Cathedral in New York aufgeführt wurde. 1994 erschien ihr Buch Mi vida y mi Quisqueya.
Sie starb an Leukämie.